# Praxe divočiny
Praxe divočiny je kniha esejů od znalce a ochránce přírody Garyho Snydera z roku 1990.
Dá se popsat zhruba jako jednosměrný básníkův výlet do Říše divů, tajemství, divokosti a prvotní nevinnosti, ale také do Zóny nebezpečí, nejistoty, bouří a překvapení. Cenou za lístek je naše pohodlí, pocit bezpečí a důvěrně známého prostředí, které musíme opustit, abychom se mohli uvolnit a osvobodit.
Podstatou knihy je autorův obdiv svobody a divokosti. Snyder – tulák, chodec a environmentalista – říká: „Aby byl člověk opravdu svobodný, musí přistoupit na základní pravidla, a to taková, jaká jsou – bolestivá, pomíjivá, nezkrocená, nedokonalá – a být přitom za pomíjivost vděčný.“
„Divoké je vše, co stojí mimo kategorie, stojí mimo analýzu, je to samo sebe utvářející, hravé, nezávislé a pomíjivé. Divoké je vše samo sebe prověřující, komplikované, zcela prosté.“ Taoisté by mohli Snyderovy definice tesat do kamene a přes jejich rameno se dívající buddhista by ještě dodal: divoké je jako dharma: utváření a ustalování.
I přes smutně usměvavý buddhistický nadhled je Snyder vůči budoucnosti divočiny skeptický. Je si jist, že příroda přežije, že přežije i člověka, ale tuší, že ztráty, které po sobě zanechá člověk 20. a 21. století, jsou a budou nenahraditelné. Snyder má rád vše, co dělá člověka hravým a zábavným, ale o jeho výlučnosti si nedělá žádné iluze. Poučka č. 1 zní: „Tvou prdel sní někdo jiný“, stručné a jasné pravidlo o podstatě vzájemné závislosti, o ekologii vzájemných vztahů.
Všudypřítomný arogantní antropocentrismus přitom není ani čím ospravedlnit, ani čím vysvětlit. Jazyk a kultura vyplývají z přirozenosti naší biologicko-sociální existence nás, lidských zvířat. Jazyk je přitom systémem integrující tělo a mysl. A společenský řád je v celé přírodě, stačí se jen dívat, stačí chodit a pozorovat, abychom viděli, že vše, co nás dělá lidmi, vychází z přírody. Kde tedy byla ta odbočka, na níž jsme si začali myslet, že jsme třešnička na dortu pana Darwina? Filozofický vývoj nás svedl z cesty někde u Descarta, Newtona a Hobbese, „kteří nikdy z města nevytáhli patu a kteří tvrdili, že život v primárních společnostech je odporný, hrubý a krátký. Reproduktivní vesmír nahradili modelem sterilního mechanismu a ekonomiky „produkce“. Uměním je však přijmout svět i s jeho utrpením, přiznat, že všichni, kteří sedíme u stolu, se nakonec staneme součástí menu. To není pouhopouhý „realismus“, to umožňuje přijmout posvátnou vrtkavost a dočasnost naší existence“.
Nejenže sami sebe pokládáme za vrchol evoluce, dokonce jsme ztratili schopnost zpětné vazby od přírody, zapomínáme naslouchat jejím odpovědím. Bytostný optimista Snyder si přitom myslí, že příroda pro nás musí mít zvláštní druh slabosti, když to s námi tak dlouho vydržela. Akceptuje zabíjení pro potravu, ale vyžaduje přitom od lidí trochu pokory a vděku za dary, které mu příroda poskytuje: „Možná, že zvířata nepřemýšlejí o tom, jestli budou zabity a snědeny, ale očekávají od nás, že řekneme prosím a děkuji“. Tohle ovšem zvířata, z nichž pochází ony naporcované řízky, ležící v mrazácích hypermarketů, od nás nemají šanci slyšet.
Etiketa divočiny vyžaduje spoustu odvahy a velkomyslnosti. Je to trnitá cesta, po které nás šlahouny bolestné zkušenosti odírají až do krve a na níž můžeme všechno ztratit, což nám (možná, možná ne) pomůže získat sama sebe. K tomuto cíli lze dojít i pomocí umění žít každodenní život. Snyder to shrnuje jasně: „Prakticky řečeno, život, který je zaslíben prostotě, určité smělosti, humoru, vděčnosti, velkorysé práci a hře a spoustě chození, nás přibližuje skutečně existujícímu světu v jeho celistvosti.“ Takový život lze směle označit za opravdový a zároveň kultivovaný, který přitom není opakem divokosti. Ve Snyderově světě se kultivací nerozumí dezinfekce divokosti, jako spíše snaha zbavit se tyranských a klamných stavů. Nemusí se nám to podařit, ale poukazovat při vlastním selhání na tlaky společnosti je přinejmenším ošidné, protože společnost může jak posilovat sebestředné ego, tak „může povzbuzovat velkomyslnost, laskavost a důvěru. To je důvod, proč se angažovat v jakési politice ctnosti, poctivosti a schopnosti. Závisí na individuální povaze, zda si člověk slíbí či neslíbí, že jeho konání bude plné soucitu a snahy o proniknutí do podstaty věcí. Této možnosti prostě člověk pozornost věnuje nebo nevěnuje“.
Velkým Snyderovým tématem je chůze, chození a to ve smyslu doslovném i filozofickém. Můžeme „projít“ svým životem s pomocí věcí, o které se opíráme, abychom nespadli, protože bychom bez nich nebyli nic. Taková „stezka života“ je zajímavá asi stejně jako letištní ranvej. Můžeme ale jít s nadhledem a humorem, který získáváme, když se naučíme těšit se z obyčejného. Tak se jakákoliv nudná práce a povinnost může stát hrou s bezpočtem možností, v tom okamžiku „scházíme ze stezky“ lineární praktičnosti a účelnosti a vstoupíme na „stezku, po níž nelze kráčet“. Fádnost každodenních povinností nás jaksi vždy v pravý čas vypudí do divočiny a my, obklopeni sítí anorganických a biologických procesů, uprostřed matérie života vidíme, že teprve mimo všechny stezky jsme na Cestě. Autor říká: „Chození mimo stezku je Praxí divočiny. A paradoxně je tomu i tehdy, když děláme svou nejlepší práci. Ale cesty a stezky potřebujeme a vždy je budeme udržovat. Nejdříve se musíte pustit po cestě, a teprve pak z ní můžete sejít a vydat se do divočiny.“
Gary Snyder se má na pozoru před tzv. „ropovodnou filozofií“, tedy před společenským systémem západní civilizace, sociální konstrukcí, která je podle něj výsledkem kombinace židovské niternosti, řeckého narcismu a křesťanské nadvlády. Skutečné lidské hodnoty spatřuje v protikladu ke specifickým zájmům byrokratů z korporací, kapitálových či obchodních institucí nebo institucí centralizovaného náboženství. Autor tento svůj postoj půvabně shrnuje: „Babičkovská moudrost je podezřívavá vůči lidem, kteří ve srubu až příliš dlouho mluví, zatímco by měli spravovat sítě nebo něco podobného. Takoví dělají problémy – většinou vymýšlejí Stát“.
Co dodat? Sarvamangalam, hodně štěstí všem.